# Drapeau de Sotileza
Le Drapeau Sotileza (la Bandera Sotileza, en castillan) est une régate d'aviron en banc fixe, qui se déroule tous les ans à Santander, depuis le petit cap jusqu'à la grue de pierre située sur la promenade du front de mer.

## Histoire
Durant les dernières années[Lesquelles ?], le Drapeau a fréquemment changé de mains, le gagnant en 2006 étant la Société sportive d'aviron Astillero, devant Pedreña et Laredo.
En 2007, le vainqueur est la "Société sportive d'aviron Pedreña", devant "Astillero" et Castro. À partir de cette année[Laquelle ?], cette régate fait partie de la "Ligue Régionale de Cantabrie", dans laquelle se trouvent aussi le "Drapeau Caja Cantabria", le Drapeau Hipercor et le "Drapeau Bansander".

## Palmarès
| Édition | Année | Vainqueur        |
| ------- | ----- | ---------------- |
| Ier     | 1977  | Castro-Urdiales  |
| IIe     | 1978  | Astillero        |
| IIIe    | 1979  | Pedreña          |
| IVe     | 1980  | Castro-Urdiales  |
| Ve      | 1981  | Castro-Urdiales  |
| VIe     | 1982  | Astillero        |
| VIIe    | 1983  | Pedreña          |
| VIIIe   | 1984  | Castro-Urdiales  |
| IXe     | 1985  | Santoña          |
| Xe      | 1986  | Castro-Urdiales  |
| XIe     | 1987  | Castro-Urdiales  |
| XIIe    | 1988  | Camargo          |
| XIIIe   | 1989  | Ciudad Santander |
| XIVe    | 1990  | Castro-Urdiales  |
| XVe     | 1991  | Ciudad Santander |
| XVIe    | 1992  | Camargo          |
| XVIIe   | 1993  | Ciudad Santander |
| XVIIIe  | 1994  | Astillero        |
| XIXe    | 1995  | Ciudad Santander |
| XXe     | 1996  | Ciudad Santander |
| XXIe    | 1997  | Pedreña          |
| XXIIe   | 1998  | Castro-Urdiales  |
| XXIIIe  | 1999  | Castro-Urdiales  |
| XXIVe   | 2000  | Ciudad Santander |
| XXVe    | 2001  | Ciudad Santander |
| XXVIe   | 2002  | Astillero        |
| XXVIIe  | 2003  | Ciudad Santander |
| XXVIIIe | 2004  | Astillero        |
| XXIXe   | 2005  | Astillero        |
| XXXe    | 2006  | Astillero        |
| XXXIe   | 2007  | Pedreña          |
| XXXIIe  | 2008  | Astillero        |
| XXXIIIe | 2009  | Castro-Urdiales  |
| XXXIVe  | 2010  | Pedreña          |
| XXXVe   | 2011  | Astillero        |

## Historique
| Clubs            | Nombre de victoires |
| ---------------- | ------------------- |
| Castro-Urdiales  | 10                  |
| Astillero        | 9                   |
| Ciudad Santander | 8                   |
| Pedreña          | 5                   |
| Camargo          | 2                   |
| Santoña          | 1                   |